# Hydnocarpus octandra
Hydnocarpus octandra es una especie de planta de flores perteneciente a la familia Achariaceae. Es endémica de Sri Lanka. Está tratada en peligro de extinción por pérdida de hábitat. 

## Descripción
Es un árbol que se encuentra en las tierras bajas en los bosques húmedos de Sri Lanka.

## Taxonomía
El género fue descrito por  George Henry Kendrick Thwaites y publicado en Hooker's J. Bot. Kew Gard. Misc. 7: 197. 1855